# Missione sui iuris di Tokelau
La missione sui iuris di Tokelau (in latino: Missio sui iuris Tokelauna) è una sede della Chiesa cattolica in Nuova Zelanda aggregata alla provincia ecclesiastica di Samoa-Apia. Nel 2022 contava 650 battezzati su 1.373 abitanti. È retta dall'arcivescovo Mosese Vitolio Tui, S.D.B.

## Territorio
La missione sui iuris comprende l'intero territorio dell'arcipelago delle isole di Tokelau.
Sede della missione è l'atollo di Nukunonu.
Il territorio consta di 2 parrocchie, una a Fakaofo, e un'altra a Nukunonu.

## Storia
La missione sui iuris è stata eretta da papa Giovanni Paolo II il 26 giugno 1992, in seguito alla divisione dell'arcidiocesi di Samoa-Apia e Tokelau, da cui ha tratto origine anche l'arcidiocesi di Samoa-Apia.
Nel 2015 papa Francesco ha affidato la missione alla cura pastorale dell'arcidiocesi di Samoa-Apia.

## Cronotassi dei superiori
Si omettono i periodi di sede vacante non superiori ai 2 anni o non storicamente accertati.
- Patrick Edward O'Connor † (26 giugno 1992 - 6 maggio 2011 ritirato)
- Oliver Pugoy Aro, M.S.P. (6 maggio 2011 - 22 dicembre 2015 cessato)
- Alapati Lui Mataeliga † (22 dicembre 2015 - 25 aprile 2023 deceduto)[2]
- Mosese Vitolio Tui, S.D.B.

## Statistiche
La missione sui iuris nel 2022 su una popolazione di 1.373 persone contava 650 battezzati, corrispondenti al 47,3% del totale.
| anno | popolazione | popolazione | popolazione | presbiteri | presbiteri | presbiteri | presbiteri                | diaconi | religiosi | religiosi | parrocchie |
| anno | battezzati  | totale      | %           | numero     | secolari   | regolari   | battezzati per presbitero | diaconi | uomini    | donne     | parrocchie |
| ---- | ----------- | ----------- | ----------- | ---------- | ---------- | ---------- | ------------------------- | ------- | --------- | --------- | ---------- |
| 1999 | 530         | 1.650       | 32,1        | 1          | 1          |            | 530                       | 1       |           | 3         | 2          |
| 2000 | 520         | 1.650       | 31,5        | 1          | 1          |            | 520                       | 1       |           | 3         | 2          |
| 2001 | 510         | 1.650       | 30,9        | 1          | 1          |            | 510                       | 1       |           | 3         | 2          |
| 2002 | 500         | 1.650       | 30,3        | 1          | 1          |            | 500                       | 1       |           | 3         | 2          |
| 2003 | 500         | 1.650       | 30,3        | 1          | 1          |            | 500                       | 1       |           |           | 2          |
| 2004 | 500         | 1.650       | 30,3        | 1          | 1          |            | 500                       | 1       |           |           | 2          |
| 2007 | 500         | 1.450       | 34,4        | 1          | 1          |            | 500                       | 1       |           |           | 2          |
| 2010 | 500         | 1.440       | 34,7        | 1          | 1          |            | 500                       | 1       |           |           | 1          |
| 2014 | 533         | 1.383       | 38,5        | 1          | 1          |            | 533                       | 1       |           |           | 2          |
| 2017 | 535         | 1.390       | 38,5        | 2          | 1          | 1          | 267                       | 2       | 2         |           | 2          |
| 2020 | 535         | 1.390       | 38,5        | 2          | 1          | 1          | 267                       | 2       | 2         |           | 2          |
| 2022 | 650         | 1.373       | 47,3        | 3          | 1          | 2          | 216                       | 2       | 2         |           | 2          |